# العلاقات الروسية الكوستاريكية
العلاقات الروسية الكوستاريكية هي العلاقات الثنائية التي تجمع بين روسيا وكوستاريكا.

## مقارنة بين البلدين
هذه مقارنة عامة ومرجعية للدولتين:
| وجه المقارنة                                              | روسيا                                   | كوستاريكا                                 |
| --------------------------------------------------------- | --------------------------------------- | ----------------------------------------- |
| المساحة (كم2)                                             | 17.08 مليون                             | 51.10 ألف                                 |
| عدد السكان (نسمة)                                         | 146.80 مليون                            | 4.91 مليون                                |
| الكثافة السكانية (ن./كم²)                                 | 8.59                                    | 96.09                                     |
| العاصمة                                                   | موسكو                                   | سان خوسيه                                 |
| اللغة الرسمية                                             | اللغة الروسية                           | اللغة الإسبانية                           |
| العملة                                                    | روبل روسي                               | كولون كوستاريكي                           |
| الناتج المحلي الإجمالي (بليون دولار)                      | 1.58 تريليون                            | 57.06 مليار                               |
| الناتج المحلي الإجمالي (تعادل القوة الشرائية) بليون دولار | 3.69 تريليون                            | 74.98 مليار                               |
| الناتج المحلي الإجمالي الاسمي للفرد دولار أمريكي          | 9.09 ألف                                | 11.26 ألف                                 |
| الناتج المحلي الإجمالي للفرد دولار أمريكي                 |                                         | 14.92 ألف                                 |
| مؤشر التنمية البشرية                                      | 0.798                                   | 0.766                                     |
| رمز المكالمات الدولي                                      | +7                                      | +506                                      |
| رمز الإنترنت                                              | .ru، .рф، .рус ‏، .su                    | .cr، قائمة نطاقات المستوى الأعلى للإنترنت |
| المنطقة الزمنية                                           | Magadan Time ‏، ت ع م+02:00، ت ع م+12:00 | 00                                        |

## منظمات دولية مشتركة
يشترك البلدان في عضوية مجموعة من المنظمات الدولية، منها:
| علم المنظمة | اسم المنظمة                        | تاريخ انضمام روسيا | تاريخ انضمام كوستاريكا |
| ----------- | ---------------------------------- | ------------------ | ---------------------- |
|             | مؤسسة التنمية الدولية              | 16 يونيو 1992      | 30 يونيو 1961          |
|             | يونسكو                             | 21 أبريل 1954      | 19 مايو 1950           |
|             | مؤسسة التمويل الدولية              | 12 أبريل 1993      | 20 يوليو 1956          |
|             | منظمة حظر الأسلحة الكيميائية       | ?                  | ?                      |
|             | الأمم المتحدة                      | 24 أكتوبر 1945     | 2 نوفمبر 1945          |
|             | الاتحاد الدولي للاتصالات           | 1866               | 13 سبتمبر 1932         |
|             | منظمة الشرطة الجنائية الدولية      | 27 سبتمبر 1990     | ?                      |
|             | البنك الدولي للإنشاء والتعمير      | 16 يونيو 1992      | 8 يناير 1946           |
|             | الاتحاد البريدي العالمي            | ?                  | ?                      |
|             | وكالة ضمان الاستثمار متعدد الأطراف | 29 ديسمبر 1992     | 8 فبراير 1994          |
|             | منظمة التجارة العالمية             | 22 أغسطس 2012      | ?                      |
|             | الفريق المعني برصد الأرض           | ?                  | ?                      |

## أعلام
هذه قائمة لبعض الشخصيات التي تربطها علاقات بالبلدين:
- أندري أغيلار (سبّاح كوستاريكي، 18 نوفمبر 1960 – )
- أندريه أمادور (درّاج طريق كوستاريكي، 29 أغسطس 1986 – )

## وصلات خارجية
- موقع وزارة الخارجية الروسية
- موقع وزارة الخارجية الكوستاريكية